# (5360) Rozhdestvenskij
(5360) Rozhdestvenskij est un astéroïde de la ceinture principale.

## Description
(5360) Rozhdestvenskij est un astéroïde de la ceinture principale. Il fut découvert le 8 novembre 1975 à Naoutchnyï par Nikolaï Tchernykh. Il porte le nom de Robert Rojdestvenski. Il présente une orbite caractérisée par un demi-grand axe de 3,24 UA, une excentricité de 0,02 et une inclinaison de 21,8° par rapport à l'écliptique.

## Compléments